# Heike Hanada

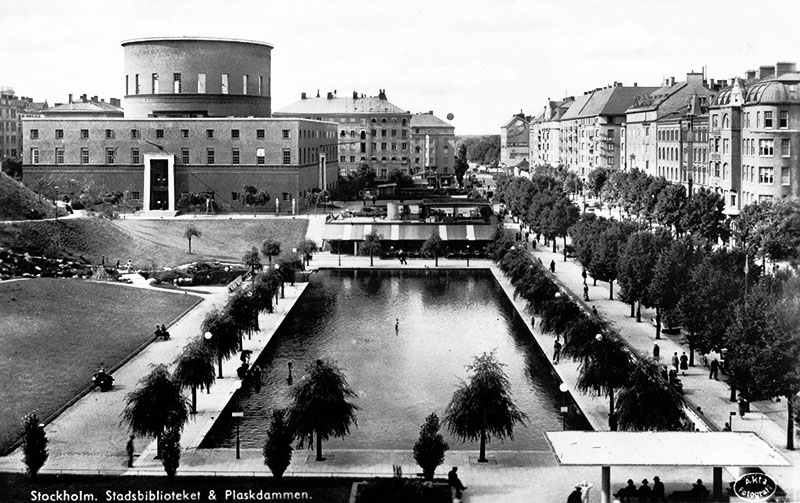
Biblioteca Pública de Estocolmo, El edificio de Building, c. 1930

Heike Hanada (Hoya, 1964) es una arquitecta alemana. Trabajó como arquitecta como artista independiente y profesora de arquitectura desde 1999 en la Escuela de la Bauhaus en Weimar, Alemania. El 16 de noviembre de 2007, su propuesta de Delphinium ganó la competición nacional de arquitectura en la gran ampliación de la Biblioteca Pública de Estocolmo, uno de los trabajos más importantes de Gunnar Asplund.

## Ampliación de la Biblioteca Pública de Estocolmo
Hanada ganó a cinco finalistas de Dinamarca, Italia, Finlandia, Lituania y Reino Unido en la competición por la ampliación del famoso edificio de la biblioteca de Asplund, que se abrió al público en 1928. Más de mil arquitectos de unos 120 países presentaron propuestas cuando la competición se anunció en mayo de 2006.
El proyecto Delphinium incluye un edificio de cristal que conecta con la biblioteca de Asplund por una estructura baja, similar a un podio, que encierra un jardín circular "secreto". El edificio de cristal blanco se ilumina por la noche y "propicia una conversación o a un momento de tranquilidad con uno mismo entre la gente", dijo el jurado.
Heike Hanada entró en contacto con la arquitectura de Asplund por primera vez en los 80. Diseñó un edificio que se abría y cerraba sobre sí mismo. El edificio tenía una fila de habitaciones interconectadas, tanto vertical como horizontalmente. La secuencia de habitaciones, la relación entre abierto y cerrado, continuaban mucho más allá del exterior del edificio. Al mismo tiempo, Heike Hanada intenta mantener un todo funcionalmente claro y simple sin callejones sin salida y con remansos.
Me resultó difícil colocar un edificio grande justo al lado de la biblioteca de Asplund. Para mí, el patio interior y la sección de entrada de poca altura entre los edificios altos son una forma de marcar una distancia, creando un ritmo y tranquilidad en el paisaje urbano. [...] La parcela es de un tipo que será común en el futuro, con cada vez menos tierra libre. Habrá que tomar una serie de decisiones sobre lo que se va a demoler y cómo se puede o debe adaptar uno al construir. Es un acto de equilibrio delicado en el que las conclusiones conservadoras llegan fácilmente. Cuando un nuevo edificio se encuentra al lado de uno viejo, la diferencia en los períodos se hace articulada, el nuevo enriquece al antiguo y viceversa, dando como resultado una integridad de gran alcance. 
La ampliación se suspendió oficialmente en otoño de 2009, después de un cambio en el gobierno local y una campaña masiva sobre lo que los críticos consideraron un impacto inaceptable en el complejo original, aprobado por Asplund.